# جيامبييرو بينزي
جيامبييرو بينزي (بالإيطالية: Giampiero Pinzi)‏ (مواليد 11 مارس 1981 في روما - إيطاليا) لاعب كرة قدم إيطالي يلعب حاليا لصالح نادي الدرجة الأولى كييفو فيرونا الإيطالي منذ 2008 في مركز الوسط المدافع كما يجيد اللعب في مركز الوسط المحوري والأيمن .

## روابط خارجية
- جيامبييرو بينزي على موقع الاتحاد الدولي (مؤرشف)  (الإنجليزية)
- جيامبييرو بينزي على موقع قاعدة بيانات كرة القدم.إي يو (الإنجليزية)
- جيامبييرو بينزي على موقع ناشيونال فوتبول تيمز (الإنجليزية)
- جيامبييرو بينزي على موقع Soccerway.com (الإنجليزية)
- جيامبييرو بينزي على موقع عالم كرة القدم.نت (الإنجليزية)
- جيامبييرو بينزي على موقع كووورة
- جيامبييرو بينزي على موقع أوليمبيديا (الإنجليزية)
- جيامبييرو بينزي على موقع اللجنة الأولمبية الإيطالية (الإيطالية)
- جيامبييرو بينزي على موقع AS.com (الإسبانية)